# Monopteropsis vicinus
Monopteropsis vicinus is een rechtvleugelig insect uit de familie krekels (Gryllidae). De wetenschappelijke naam van deze soort is voor het eerst geldig gepubliceerd in 1994 door de Mello & Jacomini.